# Puchar Europy Mistrzów Klubowych w piłce siatkowej (1959/1960)
Puchar Europy Mistrzów Krajowych 1960 - 1. sezon Pucharu Europy Mistrzów Krajowych rozgrywanego od 1959 roku, organizowanego przez Europejską Konfederację Piłki Siatkowej (CEV) w ramach europejskich pucharów dla męskich klubowych zespołów siatkarskich "starego kontynentu".

## Drużyny uczestniczące
| Państwo        | Drużyna               |
| -------------- | --------------------- |
| Belgia         | VC Brabo Antwerp      |
| Bułgaria       | Lewski Sofia          |
| Czechosłowacja | Slavia Praga          |
| Francja        | CAS BNCI Alger        |
| Holandia       | DES Voorburg          |
| Jugosławia     | Yugoslavia Belgrad    |
| Luksemburg     | CO Luksemburg         |
| Maroko         | ASPT Zeter Casablanca |
| Polska         | AZS-AWF Warszawa      |
| Portugalia     | SC Espinho            |
| NRD            | DHCK Lipsk            |
| RFN            | ASV Limburggerhof     |
| Rumunia        | Rapid Bukareszt       |
| Szwajcaria     | Lausanne UC           |
| Turcja         | Darüşşafaka S.K.      |
| ZSRR           | CSKA Moskwa           |

## Faza finałowa

### Runda 1/8
| Data  | Drużyna 1             | Wynik | Drużyna 2             | Sety                           |
| ----- | --------------------- | ----- | --------------------- | ------------------------------ |
| 12.02 | DES Voorburg          | wo    | CSKA Moskwa           |                                |
| 23.02 | CSKA Moskwa           | wo    | DES Voorburg          |                                |
|       |                       |       |                       |                                |
| 04.03 | SC Espinho            | 3:2   | BNCI Alger            |                                |
| 19.03 | CAS BNCI Alger        | 3:1   | SC Espinho            | 3:15, 10:15, 15:13, 8:15       |
|       |                       |       |                       |                                |
| 11.02 | VC Brabo Antwerp      | 0:3   | AZS-AWF Warszawa      | 9:15, 1:15, 12:15              |
| 13.02 | AZS-AWF Warszawa      | 3:0   | VC Brabo Antwerp      | 15:3, 15:6, 15:7               |
|       |                       |       |                       |                                |
| 14.02 | CO Luksemburg         | 0:3   | DHCK Lipsk            | 4:15, 4:15, 11:15              |
| 15.02 | DHCK Lipsk            | 3:0   | CO Luksemburg         |                                |
|       |                       |       |                       |                                |
| 19.02 | Slavia Praga          |       | ASV Limburggerhof     |                                |
| 21.02 | ASV Limburggerhof     |       | Slavia Praga          |                                |
|       |                       |       |                       |                                |
| 06.02 | Lausanne UC           | 0:3   | Rapid Bukareszt       | 7:15, 5:15, 9:15               |
| 14.02 | Rapid Bukareszt       | 3:0   | Lausanne UC           | 15:0, 15:9, 15:4               |
|       |                       |       |                       |                                |
| 28.02 | Yugoslavia Belgrad    | 3:0   | ASPT Zeter Casablanca |                                |
| 02.03 | ASPT Zeter Casablanca | 0:3   | Yugoslavia Belgrad    | 6:15, 3:15, 5:15               |
|       |                       |       |                       |                                |
| 14.02 | Darüşşafaka S.K.      | 0:3   | Lewski Sofia          | 6:15, 2:15, 8:15               |
| 28.02 | Lewski Sofia          | 3:2   | Darüşşafaka S.K.      | 15:5, 15:7, 13:15, 15:17, 15:4 |

### Ćwierćfinał
| Data  | Drużyna 1          | Wynik | Drużyna 2          | Sety                          |
| ----- | ------------------ | ----- | ------------------ | ----------------------------- |
|       | CSKA Moskwa        | 3:0   | CAS BNCI Alger     |                               |
|       | CAS BNCI Alger     | 0:3   | CSKA Moskwa        |                               |
|       |                    |       |                    |                               |
| 19.03 | DHCK Lipsk         | 0:3   | AZS-AWF Warszawa   | 13:15, 6:15, 5:15             |
| 02.04 | AZS-AWF Warszawa   | 3:0   | DHCK Lipsk         | 15:6, 15:8, 15:13             |
|       |                    |       |                    |                               |
| 27.03 | Yugoslavia Belgrad | 0:3   | Lewski Sofia       | 6:15, 10:15, 8:15             |
| 02.04 | Lewski Sofia       | 3:0   | Yugoslavia Belgrad |                               |
|       |                    |       |                    |                               |
| 19.03 | Slavia Praga       | 2:3   | Rapid Bukareszt    | 15:4, 14:16, 8:15, 15:5, 15:4 |
|       | Rapid Bukareszt    | 3:0   | Slavia Praga       |                               |

### Półfinał
| Data  | Drużyna 1        | Wynik | Drużyna 2        | Sety                       |
| ----- | ---------------- | ----- | ---------------- | -------------------------- |
| 29.05 | AZS-AWF Warszawa | 0:3   | CSKA Moskwa      | 6:15, 12:15, 13:15         |
| 03.06 | CSKA Moskwa      | 1:3   | AZS-AWF Warszawa | 15:11, 12:15, 13:15, 15:17 |
|       |                  |       |                  |                            |
| 27.05 | Rapid Bukareszt  | 3:0   | Lewski Sofia     | 15:5, 15:9, 15:6           |
| 05.06 | Lewski Sofia     | 0:3   | Rapid Bukareszt  | 15:9, 15:11, 15:13         |

### Finał
| Data  | Drużyna 1       | Wynik | Drużyna 2       | Sety                     |
| ----- | --------------- | ----- | --------------- | ------------------------ |
| 18.06 | CSKA Moskwa     | 3:0   | Rapid Bukareszt | 15:10, 15:7, 15:9        |
| 24.06 | Rapid Bukareszt | 3:1   | CSKA Moskwa     | 15:8, 9:15, 15:11, 15:11 |

## Klasyfikacja końcowa
| Miejsce | Drużyna          |
| ------- | ---------------- |
| złoto   | CSKA Moskwa      |
| srebro  | Rapid Bukareszt  |
| 3-4.    | Lewski Sofia     |
| 3-4.    | AZS-AWF Warszawa |